# Justin Rose
Justin Rose, född 30 juli 1980 i Johannesburg i Sydafrika är en engelsk professionell golfspelare. Han flyttade till England då han var fem år gammal.
Rose blev känd i majortävlingen The Open Championship 1998 då han som 17-åring blev fyra som amatör. Veckan efter blev han professionell men inledningen på hans proffskarriär gick inte så bra. De första tolv månaderna missade han cutten i de flesta tävlingarna han ställde upp i.
Det dröjde dock inte så länge innan han började att spela bättre och etablerade sig på PGA European Tour (Europatouren). Han vann sin första proffstävling i 2002 års Dunhill Championship i Sydafrika och han följde upp den segern med ytterligare tre segrar det året. 2003 blev nådde han 33:e plats i golfens världsranking.
2004 spelade han huvudsakligen på den amerikanska PGA-touren medan han fortfarande fortsatte att spela på Europatouren. Det gick dock inte så bra för honom och han halkade ner utanför de 50 bästa på världsrankingen. Han sjönk ytterligare på rankingen i början av 2005 och i mars samma år bestämde han sig för att sluta på Europatouren för att koncentrera sig på PGA-touren. Detta hade dock inte någon effekt på hans spel och i mitten av året så hade han åkt ner i placeringarna under de 100 bästa.
I augusti 2005 bestämde han sig för att återvända till Europatouren. Ironiskt nog så nådde han en vecka efter tillkännagivandet sin bästa placering på PGA-touren då han efter tre rundor i Buick Championship låg i ledning och slutade på tredje plats. Efter det följde ytterligare ett par bra placeringar och till slut så bestämde han sig för att trots allt fortsätta att spela på PGA-touren.
Rose blev olympisk guldmedaljör 2016 i Rio efter en hård kamp mot Henrik Stenson. Bägge låg på 15 under par inför sista hålet, men då Stenson gör en bogey och Rose birdie på 18:e så vinner Rose med 2 slag före Stenson.

## Meriter

### Segrar på PGA Tour
| No. | Datum       | Tävling                       | Resultat        | Mot par | Segermarginal | Runner(s)-up                                  |
| --- | ----------- | ----------------------------- | --------------- | ------- | ------------- | --------------------------------------------- |
| 1   | 6 Jun 2010  | Memorial Tournament           | 65-69-70-66=270 | −18     | 3 slag        | Rickie Fowler                                 |
| 2   | 4 Jul 2010  | AT&T National                 | 69-64-67-70=270 | −10     | 1 slag        | Ryan Moore                                    |
| 3   | 18 Sep 2011 | BMW Championship              | 63-68-69-71=271 | −13     | 2 slag        | John Senden                                   |
| 4   | 11 Mar 2012 | WGC-Cadillac Championship     | 69-64-69-70=272 | −16     | 1 slag        | Bubba Watson                                  |
| 5   | 16 Jun 2013 | U.S. Open                     | 71-69-71-70=281 | +1      | 2 slag        | Jason Day, Phil Mickelson                     |
| 6   | 29 Jun 2014 | Quicken Loans National (2)    | 74-65-71-70=280 | −4      | Särspel       | Shawn Stefani                                 |
| 7   | 26 Apr 2015 | Zurich Classic of New Orleans | 69-66-65-66=266 | −22     | 1 slag        | Cameron Tringale                              |
| 8   | 29 Okt 2017 | WGC-HSBC Champions            | 67-68-72-67=274 | −14     | 2 slag        | Dustin Johnson, Brooks Koepka, Henrik Stenson |

### Segrar på Europatouren
| No. | Datum                         | Tävling                                 | Resultat        | Mot par | Segermarginal | Runner(s)-up                                  |
| --- | ----------------------------- | --------------------------------------- | --------------- | ------- | ------------- | --------------------------------------------- |
| 1   | 20 Jan 2002                   | Dunhill Championship                    | 71-66-66-65=268 | −20     | 2 slag        | Mark Foster, Retief Goosen, Martin Maritz     |
| 2   | 2 Jun 2002                    | Victor Chandler British Masters         | 70-69-65-65=269 | −19     | 1 slag        | Ian Poulter                                   |
| 3   | 26 Nov 2006 (2007 års säsong) | MasterCard Masters                      | 69-66-68-73=276 | −12     | 2 slag        | Greg Chalmers, Richard Green                  |
| 4   | 4 Nov 2007                    | Volvo Masters                           | 70-68-71-74=283 | −1      | Särspel       | Simon Dyson, Søren Kjeldsen                   |
| 5   | 11 Mar 2012                   | WGC-Cadillac Championship               | 69-64-69-70=272 | −16     | 1 slag        | Bubba Watson                                  |
| 6   | 16 Jun 2013                   | U.S. Open                               | 71-69-71-70=281 | +1      | 2 slag        | Jason Day, Phil Mickelson                     |
| 7   | 13 Jul 2014                   | Aberdeen Asset Management Scottish Open | 69-68-66-65=268 | –16     | 2 slag        | Kristoffer Broberg                            |
| 8   | 25 Okt 2015                   | UBS Hong Kong Open                      | 65-66-64-68=263 | –17     | 1 slag        | Lucas Bjerregaard                             |
| 9   | 14 Aug 2016                   | Olympiska Spelen                        | 67-69-65-67=268 | –16     | 2 slag        | Henrik Stenson                                |
| 10  | 29 Okt 2017                   | WGC-HSBC Champions                      | 67-68-72-67=274 | −14     | 2 slag        | Dustin Johnson, Brooks Koepka, Henrik Stenson |
| 11  | 5 Nov 2017                    | Turkish Airlines Open                   | 69-68-64-65=266 | -18     | 1 slag        | Dylan Frittelli, Nicolas Colsaerts            |

### Majorsegrar
| År   | Mästerskap | Efter 54 hål | Vinstresultat   | Mot par | Segermarginal | Golfbana         | Runners-up                |
| ---- | ---------- | ------------ | --------------- | ------- | ------------- | ---------------- | ------------------------- |
| 2013 | U.S. Open  | 2 slag bakom | 71-69-71-70=281 | +1      | 2 slag        | Merion Golf Club | Jason Day, Phil Mickelson |